# Eusterinx tenuicincta
Eusterinx tenuicincta är en stekelart som först beskrevs av Forster 1871.  Eusterinx tenuicincta ingår i släktet Eusterinx och familjen brokparasitsteklar. Arten är reproducerande i Sverige. Utöver nominatformen finns också underarten E. t. subalpina.